# Hvidskæving
Hvidskæving eller hvidside (Lagenorhynchus acutus) er en kortnæbbet delfin, der er vidt udbredt i Nordatlanten. 

## Kendetegn
Hannen har en kropslængde på max. 2,80 m og hunnen 2,50 m og hvidskævingen er dermed lidt større end de fleste andre delfinarter. Dens maksimale vægt er fra 200 til 230 kg.
Arten kendes på den store hvide til gullige plet, der begynder bag rygfinnen og strækker sig langs med siden i hele dens længde. Kinden, struben og bugen er hvide. Finnerne og ryggen er mørkegrå, undtagen sidepletten. Endvidere befinder der sig en mindre hvid plet under finnen, derunder trækker der sig en lysegrå stribe fra snuden over øjnene og på siderne hen til halestilken. 
Hunnen er kønsmoden mellem det sjette og tolvte år, hannen mellem det syvende og ellevte år. Hunnens drægtighedsperiode er elleve måneder og dieperioden halvandet år. Hannens levetid er ca. 22 år og hunnens ca. 27.

## Adfærd
Hvidskævingen danner flokke efter hvad for et område de befinder sig i. I området ved Newfoundland og Labrador, er flokkene på ca. 60 dyr mens flokantallet ved Island er tydeligt mindre. Maveanalyser har vist at dyrenes vigtigste føde er makrel, sild og blæksprutte. Hvidskævingerne er meget hurtige i deres bevægelser og kommer ofte nær skibe for at ride på deres bovbølge.

## Udbredelse
Hvidskævingen lever kun i Nordatlanten. Den opholder sig ofte i kystområderne ved Newfoundland og Labrador og i havområderne mellem Storbritannien, Færøerne, Island, Grønland og Norge. Den kan også træffes i Nordsøen. Man regner med at antallet af individer er mellem 200.000 og 300.000.

## Beskyttelse og faren for udryddelse
Hvidskævingen blev før i tiden jaget i hele området mellem Norge og Newfoundland. Nu bliver kun enkelte der er i grupper med grindehvaler dræbt ved Færøerne. Den 12. september 2021 blev en flok på 1428 hvidskævinger dog jaget ind i Skálafjørður og dræbt.